# Proteste in Brasile del 2015-2016

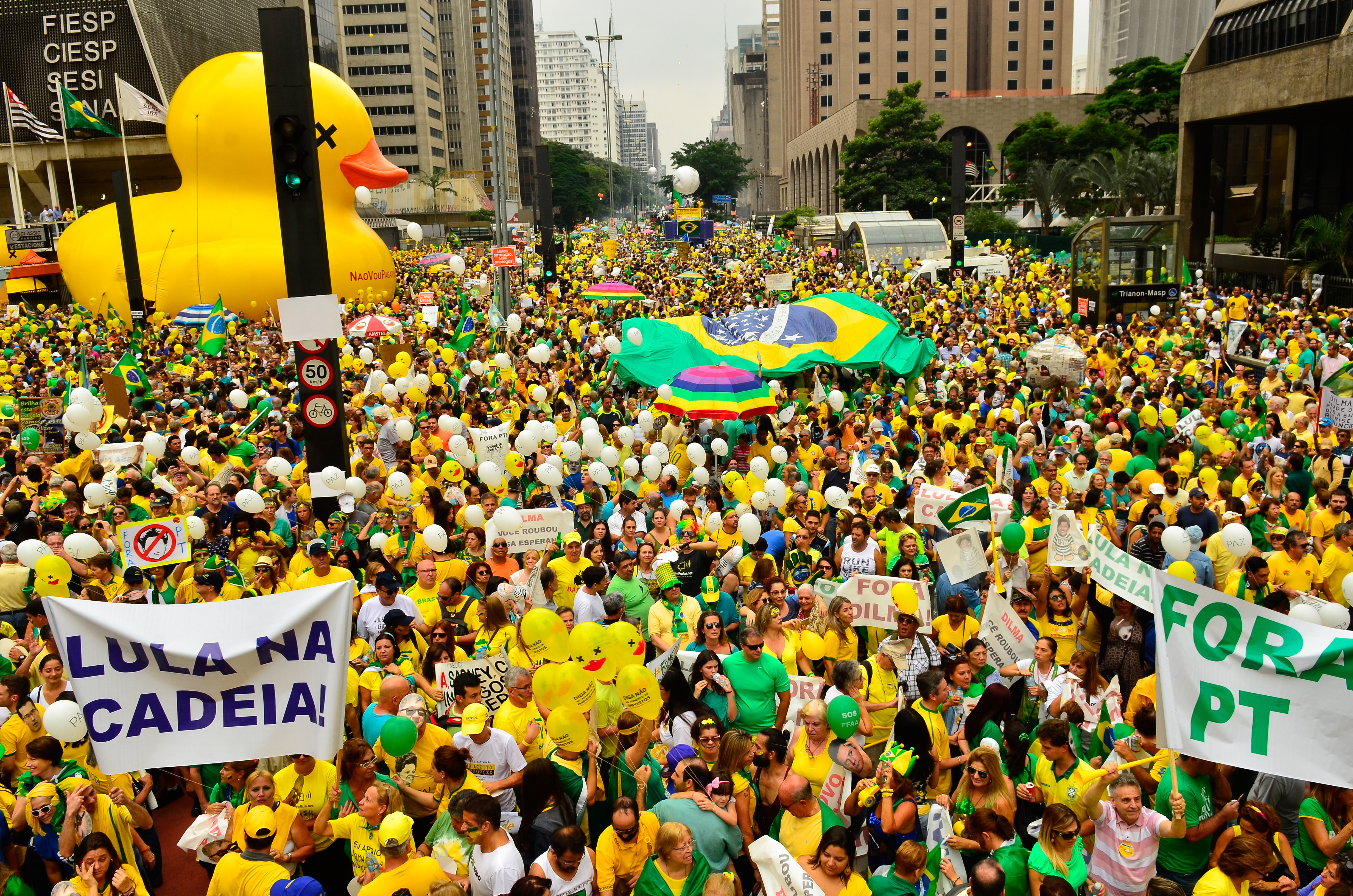
Manifestazione a San Paolo il 13 marzo 2016

Le proteste in Brasile del 2015-2016 sono un insieme di parate e manifestazioni pubbliche tenutesi nelle più grandi città del Brasile per chiedere l'impeachment della Presidente della Repubblica brasiliana, Dilma Rousseff.

## Progresso
Le proteste fanno seguito allo scandalo di corruzione rivelato dall'Operazione Autolavaggio, che coinvolge la compagnia Petrobras e personaggi politici.
Si tengono il 15 marzo, 12 aprile, 16 agosto, 13 dicembre 2015 e 13 marzo 2016. All'organizzazione di queste sfilate partecipa la Federazione delle Industrie dello Stato di San Paolo, la più grande organizzazione padronale del paese.
La manifestazione di 15 marzo 2015 riunisce più di un milione di persone nella sola San Paolo. La manifestazione di 13 marzo 2016 a San Paolo c'è il più grande movimento di protesta che la città abbia mai visto, superando il popolare movimento Diretas Já del 1984. La manifestazione di 13 marzo 2016 riunisce fino a 3 milioni di persone.